# Брю, Стэнли
Стэнли Леонард Брю (англ. Stanley Leonard Brue; род. 3 февраля 1945, Су-Фолс) — американский экономист, эмерит-профессор, соавтор учебника «Экономикс» (совместно с Макконнеллом и Флинном).
Получил степень бакалавра в Колледже Августана при Университете Августана (Южная Дакота) в 1967 году; докторскую степень (Ph.D.) получил в Университете Небраски в Линкольне в 1971 году.
Преподавательскую деятельность начал в должности профессора экономики с 1971 года в Тихоокеанском лютеранском университете. Был национальным президентом и председателем Совета попечителей общества Omicron Delta Epsilon в 2001—2003 годах.
Кроме «Экономикс» стал также соавтором книг: «Экономические сцены», «Современная экономика труда», «Основы экономики», «Эволюция экономической мысли» (8-е издание) и ряда других.
Награды и премии:
- 1991 — награда «за выдающиеся достижения» от колледжа Августана (Южная Дакота);
- награда за выдающиеся достижения северного факультета Берлингтона от Тихоокеанском лютеранском университете[англ.];
- национальная премия Ливи «за выдающиеся достижения в области экономического образования».

## Сочинения
- Brue S. L., MacPhee C. From Marx to Markets: Reform of the University Economics Curriculum in Russia // Journal of Economic Education. Vol. 26, № 2, Spring 1995.
- Макконнелл К. Р., Брю С. Л., Флинн Ш. М. Экономикс: принципы, проблемы и политика: Учебник: Пер. с англ. 21-е изд.. — М.: Инфра-М, 2019. — 1152 с. — ISBN 978-5-16-012985-3.